# The Mage's Tale
The Mage's Tale je videohra žánru RPG/dungeon vytvořená a vydaná americkou společností inXile Entertainment v roce 2017 pro virtuální realitu. Je zasazena do prostředí The Bard's Tale.

## Popis
Na rozdíl od her série The Bard's Tale zde hráč vystupuje v roli jediné postavy povoláním, jak název hry napovídá, mága. Jeho úkolem je zachránit svého mistra, který byl unesen. Navštíví podzemní prostory plné nepřátel, tajných chodeb, pastí a logických hádanek. Boj probíhá v reálném čase (real-time mód), hráč gesty vytváří a vrhá kouzla, může také použít magický štít k blokování útoků.